# レプチャ人

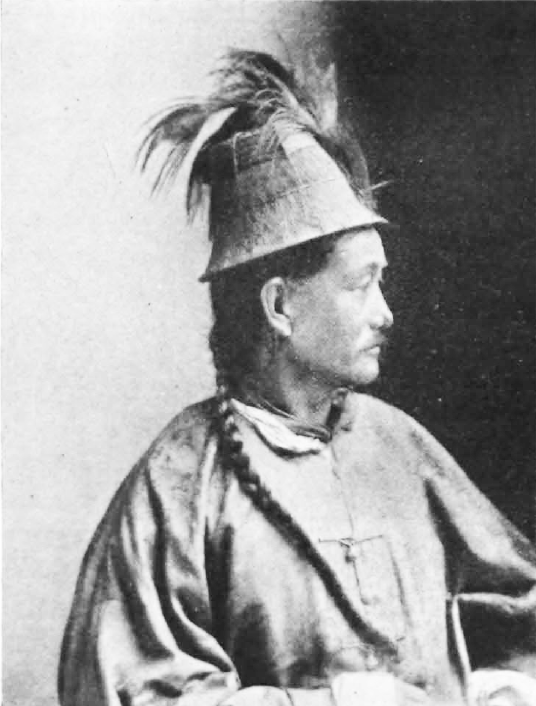
民族衣装を着たレプチャ人

レプチャ人（レプチャじん、英語：Lepcha people）は、インドのシッキム州に居住するチベット系民族。2007年の統計では3万人から5万人いるとされている。レプチャ語、シッキム語を話す。

## 歴史
シッキムにはもともとレプチャ人が先住民として居住していた。
しかし、1642年にチベットがチベット仏教ゲルク派が主導する政権であるガンデンポタン（ダライ・ラマ政権）により統一されると、ゲルク派に対立していたチベット仏教ニンマ派の高僧と同派を奉ずるチベット人（のちのブティヤ人）の一部がシッキムの地に亡命した。同年、ブティヤ人のプンツォ・ナムゲルがシッキムに王として迎えれられ、シッキム王国（ナムゲル朝）を創始した。
ブティヤ人の支配者層は先住民レプチャ人の懐柔策として、レプチャ人の娘を妻に迎えた。この結果、ブティヤ人とレプチャ人の通婚が進み、その婚交による人々はブティヤ・レプチャ人とも呼ばれるようになった。